# Acrocercops hedymopa
Acrocercops hedymopa är en fjärilsart som beskrevs av Turner 1913. Acrocercops hedymopa ingår i släktet Acrocercops och familjen styltmalar.
Artens utbredningsområde är Benin. Inga underarter finns listade i Catalogue of Life.